# Lago Beira
Lago Beira es un lago en el corazón de la ciudad de Colombo, en el país asiático de Sri Lanka. El lago está rodeado de muchas empresas importantes de la ciudad. Ocupó aproximadamente 165 hectáreas de tierra hace 100 años y se ha reducido a sólo 65 hectáreas en la actualidad debido a diversas razones. Durante la época colonial de los portugueses, y luego en la etapa británica el lago se utilizó para el transporte de mercancías dentro de la ciudad. El lago fue construido antes de la colonización del país y conecta a diferentes canales intrincados que proporcionan una manera fácil de transportar mercancías dentro de la ciudad y las localidades suburbanas.